# Földradar

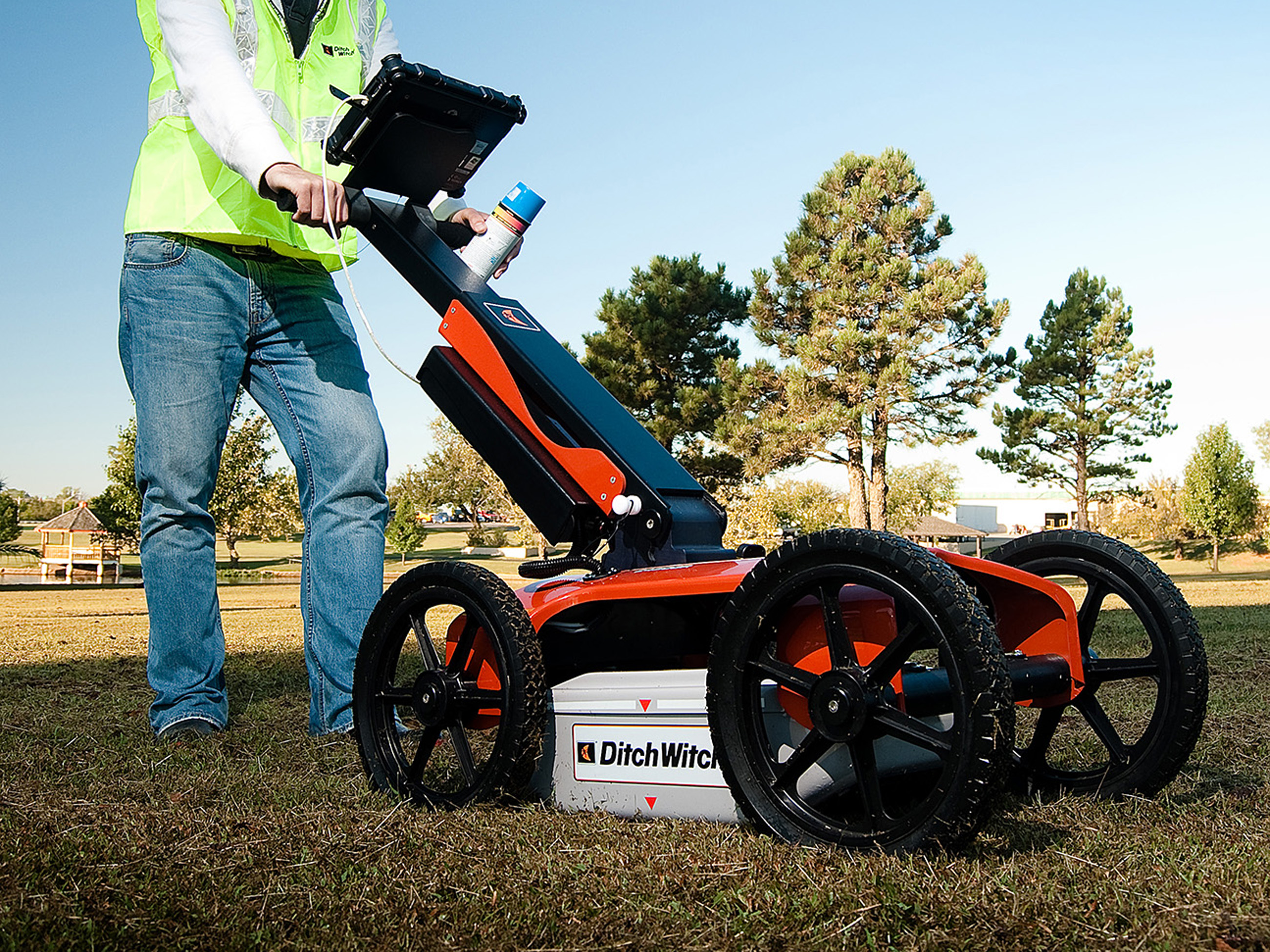
Egy földradar munkában (Oklahoma, USA, 2010)

A földradar vagy geológiai radar (GPR: Ground-Penetrating Radar) nagyfrekvenciás elektromágneses hullámok alkalmazásán alapuló geofizikai kutatási módszer, illetve ennek eszköze. A módszer a radarhullámok közegbeni visszaverődéseinek detektálásán alapszik. A közeg a kutatási célnak megfelelően lehet talaj, kőzet, jég vagy valamilyen mesterséges anyag (beton, aszfalt stb.). 
A földradar műszerek adó- és vevőegységet tartalmaznak, jellemzően impulzus jellegű jelgerjesztés mellett az adó- és vevőantennák geometriai jellemzői által meghatározott domináns frekvencián működnek, általában az elektromágneses spektrum mikrohullámú tartományán (25 MHz–1–2 GHz). 
A módszerrel rendszerint a talaj vagy valamely műtárgy felszínén végeznek vonalmenti méréseket, amelyekkel a felszín alatti objektumokat, üregeket, repedéseket kívánják kimutatni. A kutatás mélysége és a kimutatható objektum, anomália mérete az alkalmazott domináns frekvenciától függ. Földtani célú méréseknél (25–400 MHz közötti szokásos domináns frekvencia) az előbbi jellemzően néhány, esetleg néhányszor 10 m, régészeti vizsgálatnál 1–2 m, műtárgyak esetén (500 MHz–2 GHz) rendszerint nem haladja meg az 1 m-t, a földradar tehát a sekély kutatási módszerek közé tartozik. Mivel a mérésekhez nem kell megbolygatni a közeget, a földradar a roncsolásmentes módszerek közé tartozik.